# Zofia Starowieyska-Morstinowa
Zofia Starowieyska-Morstinowa (ur. 20 lipca lub 21 lipca 1891 w Bratkówce, zm. 3 lipca 1966 w Krakowie) – polska eseistka, krytyk literacki.

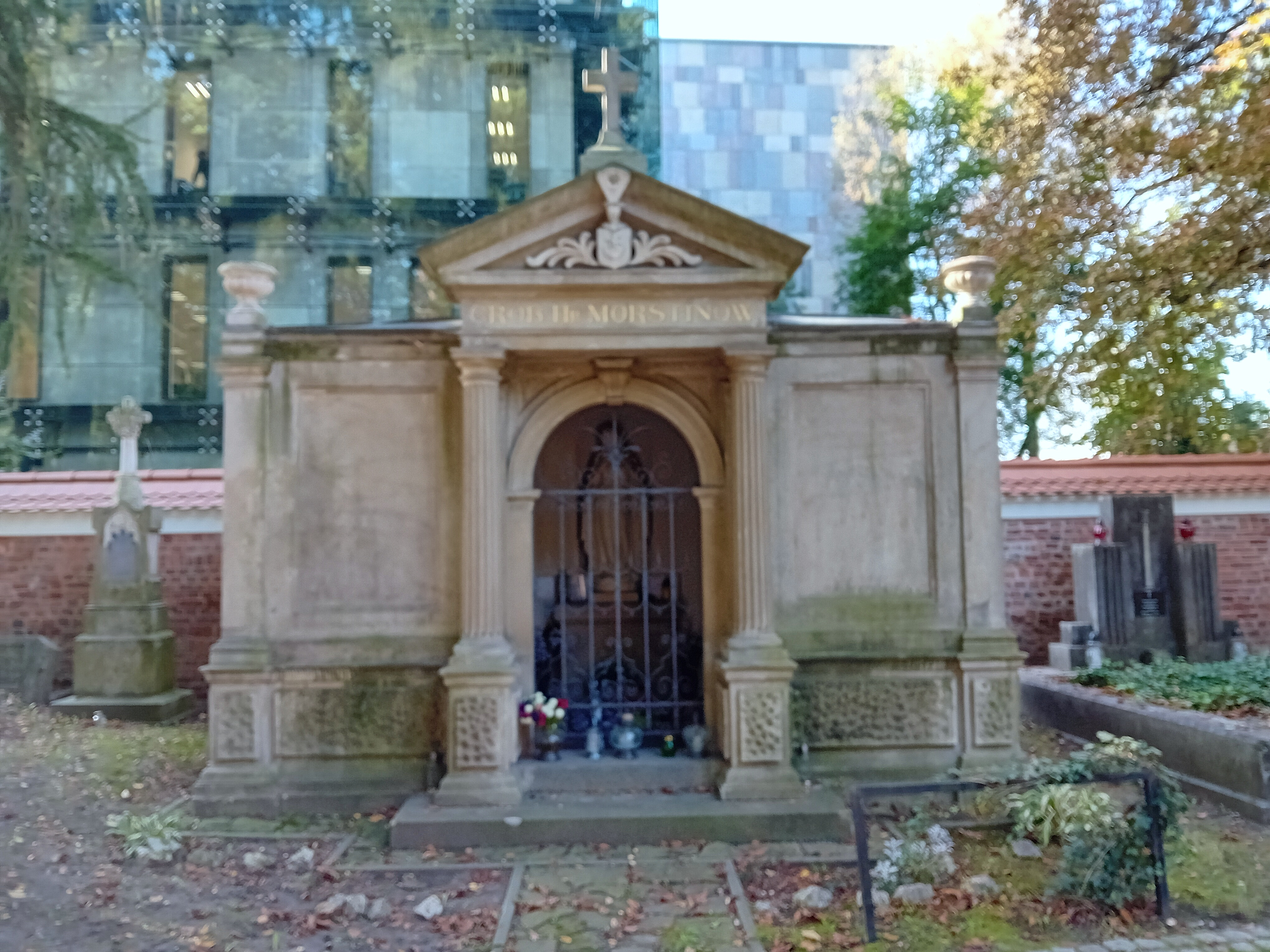
Grobowiec Morstinów

## Życiorys
Urodziła się 20 lipca 1891 w Bratkówce jako pierwsze dziecko Stanisława Jana i Amelii z domu Łubieńskiej. Miała pięcioro rodzeństwa: Ludwika (ur. 1894, żonaty z Marią Dembińską), Stanisława Kostkę Starowieyskiego (1895-1941), Marię (pracująca w szkole dla pielęgniarek, zm. 1951), Mariana (doktor praw) i Izę (absolwentka prawa, zatrudniona w Banku Rolnym).
Publikowanie swoich prac literackich rozpoczęła w 1924 (zwłaszcza w krakowskim „Czasie”, poznańskiej „Kulturze” i „Przeglądzie Powszechnym”).
Pracowała w redakcji miesięcznika „Znak”. Była członkiem zespołu i redakcji oraz stałą publicystką „Tygodnika Powszechnego” od początku jego istnienia. Należała do Krakowskiego Oddziału Związku Literatów Polskich. Otrzymała nagrodę literacką im. W. Pietrzaka.
Zmarła 3 lipca 1966. Została pochowana w rodzinnej kaplicy grobowej na tamtejszym cmentarzu Rakowickim 6 lipca 1966. W dniu 8 lipca 1966 mszę św. w jej intencji odprawił abp Karol Wojtyła.

## Publikacje
- 1930 – Róże pod śniegiem (opowiadania)
- 1937 – Kamień i woda
- 1939 – Twoje i moje dzieciństwo
- 1947 – Kabała historii
- 1955 – Kalejdoskop literacki
- 1956 – Fakty i słowa (wyd. II Kraków 2008, wyd. PETRUS)
- 1959 – Dom
- 1962 – Ci, których spotykałam
- 1965 – Patrzę i wspominam
- 1973 – Szukam człowieka

## Odznaczenia
- Krzyż Kawalerski Orderu Odrodzenia Polski[1]
- Złoty Krzyż Zasługi (1951, za zasługi położone w akcji walki o pokój)[7][1]